# Линор Линза
Линор Линза (наст. имя Елена Чарная, 1964, БССР) — российская художница, концептуалистка, бук-артистка. С 1982 г. живёт и работает в Санкт-Петербурге. Создает книги художника, арт-объекты, развивает футуристические идеи. Проводит идеоделические акции, информансы, презентации, выставки авторских книг и объектов. Участвует в общественных и научных конференциях. Состоит в обществах: Российское эстетическое общество, Профессиональный союз художников России.
Книги находятся в собраниях:
- Российская национальная библиотека (С.-Петербург, Россия)
- Музей книги РГБ (Москва, Россия)
- Всероссийская Государственная Библиотека Иностранной Литературы (Москва, Россия)
- Библиотека Новосибирского Университета (Новосибирск, Россия)
- Национальная Библиотека Беларуси (Минск, Белоруссия)
- Саксонская Государственная Библиотека (Дрезден, Германия)
- Библиотека Стенфордского Университета (США)
- Токийский Университет, Высшая Школа Гуманитарных наук и социологии (Токио, Япония)
- Государственная Библиотека Виктории (Мельбурн, Австралия)
- Библиотека Кандинского, Центр Помпиду (Париж, Франция)
- Национальная библиотека Шотландии (Эдинбург, Шотландия)
- Библиотека Варшавского университета (Варшава, Польша)

Арт-объекты и книги находятся в музеях:
- Русский Музей, Отдел новейших течений современного искусства (Петербург, Россия)
- Библиотека Музея "Гараж" (Москва, Россия)
- Музей сновидений Фрейда (Петербург, Россия)

## Соло (события и выставки)
- 2000, 2001, 2023 - Культурный Центр "Пушкинская 10"
- 2000-2004, 2021 - Зверевский Центр Современного Искусства, Москва, Россия
- 2003 - Gallery “La Vie”, Morioka, Japan
- 2009 - Studio “Machfeld”, Vienna,  Austria
- 2004, 2007, 2016 - Музей сновидений Фрейда, Петербург, Россия
- 2020 - EventBar_Eden, Tokyo, Japan

## Книги
- Поэзо-тексты. Петербург, Россия, 1997
- "Kaisorui" (каталог выставки на яп. языке). Токио, Япония, 2003
- 366/1461 Специальный Арт-Трактат. СайленсТрек для 29-го ФЕВРАЛЯ (концепт-книга). Петербург, Россия, 2012
- ЛЮКСЕНДАРЬ/LUXENDAR 4 (концепт-книга). Петербург, Россия, 2012
- t-kосмизм (концепт-книга). Петербург, Россия, 2015
- Улучшим Качество Иллюзий (концепт-книга). Петербург, Россия, 2015
- ЛЮКСЕНДАРЬ/LUXENDAR 5 (концепт-книга). Петербург, Россия, 2016
- Женский вопрос: дискриминация матери в официальном имени гражданина (концепт-книга). Петербург, Россия, 2017
- ФЛАГ/ГЕРБ варианты (концепт-книга). Петербург, Россия, 2018
- ЛЮКСЕНДАРЬ/LUXENDAR 6 (концепт-книга). Петербург, Россия, 2020
- ОпрокиНУТЫй НЕБОСКРЕБ. ОСТРов боЖЕСТв, семь САДовнИКов и Белые Акации (новеллы). Издательство “БуксНонСтоп”. Петербург, Россия, 2020
- Сильная символика РФ. Издательство “СВЕТ”. Петербург, Россия, 2023

## Публикации
- КАЛЕНДАРЬ формата ЛЮКС, произведение для футуристического общества: сигналы естественных смыслов, время  и другие  ориентиры / Фонд "Здравомыслие", Москва, Россия, 2014
- Эстетика советских космических аппаратов с точки зрения гражданина / Вестник Российского философского общества, Москва, Россия, 2017
- Антология визуальных текстов "Grenzüberschneidungen", Вена, Австрия, 2006

## Конференции
- Музыкальные библиотеки северо-запада РФ в современной информационной среде] / Городская публичная библиотека им. Маяковского, Библиотечно-информационный и культурный центр искусства и музыки, Петербург, Россия, май 2013 (доклад и публикация: Ещё одна, (но лучшая!) постмузыкальная провокация или партитура для 29 Февраля)
- Проблема глобализации творчества в русском космизме / Санкт-Петербургский Государственный экономический университет, Петербург, ноябрь 2013 (доклад и публикация: Люкс-Календарь как произведение искусства)
- VII Российский философский конгресс / секция Эстетика, Уфа, Башкирия, октябрь 2015 (доклад и публикация: Власть символов: после частной жизни к уровню государства)
- Советская культура в контексте глобальной истории / Балтийский государственный технический университет "Военмех", Петербург, ноябрь 2016 (доклад и публикация: Эстетика советских космических аппаратов с точки зрения гражданина)
- Космизм и органицизм: эволюция и актуальность / Санкт-Петербургский Государственный экономический университет, Петербург, октябрь 2016 (доклад и публикация: Женский вопрос: память о матери в официальном имени гражданина)
- Космизм и органицизм: эволюция и актуальность / Санкт-Петербургский Государственный экономический университет, Петербург, октябрь 2017 (доклад и публикация: Естественные ресурсы сознания при революционных киберприближениях или t-kosmism)
- Россия в эпоху революций 1917-2017 / Университет ИТМО, Петербург, декабрь 2017 (доклад и публикация: Российское самосознание: включение брендов отечественной космонавтики в государственную символику РФ
- Мир как беспредметность / Filozofska fakulteta Univerze v Ljudljani, Konzorcij Osmo/za, Ljubljana, Slovenia, maj 2018 (доклад и публикация: Brespredmetnost viri  planeta na primeru lastnih del / Беспредметные ресурсы планеты на примере собственных произведений, стр. 278)
- 25 лет Конституции России. Общественно-политическое значение, проблемы и перспективы / Ассоциация граждан XXI века за развитие светскости и гуманизма, Фонд "Здравомыслие", Ресурсный центр НКО, Москва, декабрь 2018 (доклад и публикация: Отечественная космокреатика для обновления смыслов и эстетики государственных символов)
- Материалы 54-х Научных чтений памяти К.Э. Циолковского, Калуга, сентябрь 2019, Часть 2, стр. 162 (доклад и публикация: Эстетика отечественных космических аппаратов и госсимволика РФ)
- VIII-ой Российский философский конгресс, / Круглый стол “Философские проблемы виртуалистики“, Москва, май 2021, том 4, стр. 1039 (доклад и публикация: t-kosmism: избыточные могущества эстетики и сознание, когда Время-Есть)

## Медиа
- Док. фильм "LENORE", Toru Soma, Japan, 2002
- Выставка объектов и книг ”KAISORUI”, LA VIE gallery, (Morioka, Japan, 2003) Morioka TV
- "Lenore Linza, Aliens Sol", Michael  Mastrototaro, MACHFELD Studio, Vienna, Austria, 2009
- Сюжет на ТВ, Утро Первых, НИКАтv, Калуга, 2019
- "axi29", арт-заявление о 29 Февраля, EventBar_Eden, Токио, 2020